# Romualdo Arppi Filho
Romualdo Arppi Filho (Santos, 7 de janeiro de 1939 – Santos, 4 de março de 2023) foi um árbitro de futebol brasileiro.

## Carreira
Além de apitar as finais do campeonato brasileiro em 1984, 1985 e 1986, ele apitou três jogos na Copa do Mundo de 1986, no México: França 1–1 URSS, México 2–0 Bulgária e a final, entre Alemanha e Argentina, vencida pelos argentinos por 3– 2. Foi o segundo árbitro brasileiro seguido a apitar a partida final de Copa, antecedido por Arnaldo Cézar Coelho.
Iniciou a carreira aos catorze anos e profissionalmente aos vinte. Arbitrou ao longo da carreira duas decisões de Campeonato Brasileiro (1984 e 1985), uma final do Mundial Interclubes (1984) e participou, ainda, das olimpíadas da cidade do México 1968, Moscou 1980 e Los Angeles 1984.
Romualdo apitou algumas das primeiras partidas de Pelé, em 1957, ainda nas categorias de base do Santos.
Em 1986, Romualdo Arppi Filho foi eleito o melhor árbitro do mundo pela Federação Internacional de História e Estatísticas do Futebol (IFFHS).
Nos últimos anos, Arppi Filho passou a viver em São Vicente, também no litoral de São Paulo, onde atuava como corretor de imóveis.
Morreu no Hospital Ana Costa em Santos no dia 4 de março de 2023 onde fazia tratamento renal e acabou não resistindo. Arppi Filho foi sepultado no 5 do março no Cemitério do Paquetá, em Santos. Deixou esposa, três filhos e três netos.

## Partidas internacionais

### Seleções

#### Copa do Mundo de 1986
| Data       | Partida                      | Local                             | Rodada           |
| 05/06/1986 | França 1 x 1 União Soviética | Estádio Nou Camp (Léon)           | Fase de grupos   |
| 15/06/1986 | México 2 x 0 Bulgária        | Estádio Azteca (Cidade do México) | Oitavas de final |
| 29/06/1986 | Argentina 3 x 2 Alemanha     | Estádio Azteca (Cidade do México) | Final            |

#### Jogos Olímpicos de Verão de 1968
| Data       | Partida                         | Local                             | Rodada         |
| 14/10/1968 | Guatemala 1 x 0 Tchecoslováquia | Estádio Jalisco (Guadalajara)     | Fase de grupos |
| 22/10/1968 | Hungria 5 x 0 Japão             | Estádio Azteca (Cidade do México) | Semifinal      |

#### Jogos Olímpicos de Verão de 1980
| Data       | Partida                         | Local                      | Rodada           |
| 22/07/1980 | Alemanha Oriental 1 x 0 Argélia | Estádio Republicano (Kiev) | Fase de grupos   |
| 27/07/1980 | Alemanha Oriental 4 x 0 Iraque  | Estádio Republicano (Kiev) | Quartas de final |

#### Jogos Olímpicos de Verão de 1984
| Data       | Partida            | Local                                          | Rodada         |
| 29/07/1984 | França 2 x 2 Catar | Navy-Marine Corps Memorial Stadium (Annapolis) | Fase de grupos |

#### Copa América de 1975
| Data       | Partida                 | Local                           | Rodada         |
| 20/07/1975 | Colômbia 1 x 0 Paraguai | Estádio El Campín (Bogotá)      | Fase de grupos |
| 07/08/1975 | Peru 3 x 1 Bolívia      | Estádio Nacional de Lima (Lima) | Fase de grupos |

#### Copa América de 1979
| Data       | Partida               | Local                                 | Rodada         |
| 15/08/1979 | Colômbia 1 x 0 Chile  | Estádio El Campín (Bogotá)            | Fase de grupos |
| 05/09/1979 | Equador 2 x 1 Uruguai | Estádio Olímpico de Atahualpa (Quito) | Fase de grupos |
| 17/10/1979 | Peru 1 x 2 Chile      | Estádio Nacional de Lima (Lima)       | Semifinal      |

#### Copa América de 1987
| Data       | Partida                 | Local                                       | Rodada         |
| 02/07/1987 | Argentina 3 x 0 Equador | Estádio Monumental de Nuñez (Buenos Aires)  | Fase de grupos |
| 08/07/1987 | Chile 2 x 1 Colômbia    | Estádio Olímpico Chateau Carreras (Cordóva) | Semifinal      |
| 12/07/1987 | Uruguai 1 x 0 Chile     | Estádio Monumental de Nuñez (Buenos Aires)  | Final          |

#### Copa Rio Branco de 1968
| Data       | Partida              | Local                                 | Rodada |
| 12/06/1968 | Brasil 4 x 0 Uruguai | Estádio São Januário (Rio de Janeiro) | Final  |

#### Copa Rio Branco de 1976
| DATA       | PARTIDA              | LOCAL                                 | Rodada |
| 28/04/1976 | Brasil 2 x 1 Uruguai | Estádio São Januário (Rio de Janeiro) | Final  |

#### Taça Oswaldo Cruz de 1976
| Data       | Partida               | Local                                | Rodada |
| 09/06/1976 | Brasil 3 x 1 Paraguai | Estádio do Maracanã (Rio de Janeiro) | Final  |

#### Taça Independência de 1972
| Data       | Partida             | Local                      | Rodada        |
| 18/06/1972 | Chile 2 x 1 Equador | Estádio Machadão (Natal)   | Primeira fase |
| 21/06/1972 | Chile 2 x 1 Irlanda | Estádio do Arruda (Recife) | Primeira fase |

### Clubes

#### Copa Europeia/Sul-Americana de 1984
| Data       | Partida                       | Local                               | Rodada |
| 09/12/1984 | Liverpool 0 x 1 Independiente | Estádio Nacional de Tóquio (Tóquio) | Final  |

#### Recopa Sul-Americana de 1989
| Data       | Partida               | Local                           | Rodada |
| 31/12/1989 | Nacional 1 x 0 Racing | Estádio Centenário (Montevidéu) | Final  |

#### Copa Libertadores da América de 1973
| Data       | Partida                       | Local                                | Rodada |
| 29/05/1973 | Colo-Colo 0 x 0 Independiente | Estádio Nacional do Chile (Santiago) | Final  |

#### Copa São Paulo 1975
| Data       | Partida                             | Local               | Rodada |
| 02/02/1975 | Corinthians (4) 2 x 2 (3) São Paulo | Estádio do Pacaembu | Final  |